# Inquérito civil
Inquérito civil é um procedimento administrativo inquisitivo, cuja instauração e presidência são exclusivas do Ministério Público.
Entre outros fins, visa a colher evidências e provas a serem levadas à Justiça, por meio da ação civil pública.

## Brasil
O inquérito civil foi criado em 1985, pelos arts. 8º e 9º da Lei da Ação Civil Pública (Lei federal nº 7.347, de 1985), e se encontra hoje consagrado no art. 129, III, da Constituição Federal de 1988.
O inquérito civil é um procedimento administrativo investigatório, de caráter inquisitivo, instaurado, presidido e, se for o caso, arquivado pelo próprio Ministério Público (e não a pedido do Ministério Público formulado ao juiz, como ocorre no inquérito policial). Seu objetivo consiste, basicamente, em coletar elementos de convicção para as atuações processuais ou extraprocessuais a cargo desta instituição, notadamente a propositura da ação civil pública em defesa de interesses difusos, interesses coletivos ou interesses individuais homogêneos, que são os chamados interesses transindividuais ou metaindividuais, como o meio ambiente, o consumidor, os bens e valores artísticos, estéticos, turísticos, paisagísticos, históricos etc. O inquérito civil também se presta a apurar os danos causados a crianças e adolescentes, a idosos, a pessoas com deficiência, a pessoas discriminadas; igualmente pode ter por fim apurar danos ao patrimônio público e social (como atos de improbidade administrativa), à ordem urbanística, à honra e à dignidade de grupos raciais, étnicos e religiosos, etc.
Embora seja um procedimento, ele não é tecnicamente um processo, porque nele não se fazem acusações, nem nele se impõem sanções ou penalidades. Daí o seu caráter inquisitivo, ou seja, o inquérito civil não é tecnicamente um procedimento contraditório, pois, embora seja frequente que o investigado nele compareça até mesmo assistido por advogado, aí não há exigência de bilateralidade dos atos processuais, nem nele se impõe o princípio da audiência bilateral das partes, sob a presidência de um juiz, até porque este último não oficia no inquérito civil. Como no inquérito civil não há acusação nem imposição de penas, nele não há ampla defesa, embora as pessoas nele investigadas, diretamente ou por meio de advogados, devam ser ouvidas e possam apresentar documentos, informações ou fazer requerimentos, que podem ou não ser atendidos pelo Ministério Público. O inquérito civil não cria, não modifica e não extingue direitos. Se ele servir de base à propositura de uma ação civil pública, a petição inicial desta virá acompanhada do inquérito civil. Entretanto, a instauração do inquérito civil obsta ao curso do prazo da decadência (direito civil) por reclamações contra os vícios por fornecimento de produtos e serviços (art. 26, § 2º, III, do Código de Defesa do Consumidor, Lei n. 8.078/90).
O inquérito civil submete-se ao controle de legalidade pelo Poder Judiciário; não, porém, da mesma forma que o inquérito policial, em cujos autos o juiz oficia, mas sim eventuais ilegalidades praticadas no inquérito civil serão apreciadas pelo Poder Judiciário se o interessado o provocar pelas vias próprias (p. ex., impetrando, conforme o caso, um habeas corpus ou um mandado de segurança contra eventual ato ilegal nele praticado).
Embora seja costumeiramente um procedimento prévio ao ajuizamento da ação civil pública prevista na Lei nº 7.347, de 1985, ele não é obrigatório, pois esta ação pode ser instaurada independentemente dele, caso se baseie em outros elementos de convicção (como um processo administrativo, ou uma investigação do Tribunal de Contas etc.).
Alguns se referem a ele como "inquérito civil público" por analogia à "ação civil pública", mas a lei que o criou (Lei n. 7.347/85, arts. 8º e 9º) e a Constituição que o consagrou (art. 129, III) só o chamam de "inquérito civil", até porque não há razão para chamá-lo de inquérito civil "público", porque não existe "inquérito civil privado".
Ao investigar a possível ocorrência de danos a interesses que lhe incumbe defender, poderá o órgão do Ministério Público tomar as providências necessárias (p. ex., propondo a ação civil pública ou tomando um compromisso de ajustamento de conduta). Se, ao contrário, concluída a investigação, o órgão do Ministério Público se convencer de que não houve o dano, ele poderá promover diretamente o arquivamento da investigação, mas a decisão de arquivamento do inquérito civil estará sujeita à revisão de um colegiado competente da própria instituição (que será, nos Ministérios Públicos dos Estados, o Conselho Superior do Ministério Público, ou, nos Ministérios Públicos da União, uma das Câmaras de Coordenação e Revisão).
O Conselho Nacional do Ministério Público regulamentou o inquérito civil por meio da Resolução nº 23, de 17 de setembro de 2007 (posteriormente modificada pelas Resoluções nº 35, de 2009, 59, de 2010, 107, de 2014, e 126, de 2015).